# سار لرد هوو
سار لرد هوو (نام علمی: Aplonis fusca hulliana) نام یک زیرگونه منقرض‌شده از تیره سار است.